# Deurne
Deurne es un municipio de la provincia de Brabante Septentrional, al sur de los Países Bajos. Deurne tuvo una población de 31,711 en 2014, repartidos sobre una superficie de 118,37 km² (de los cuales 1,25 km² corresponden a agua).
Limita al norte con Helmond, Gemert-Bakel y Venray (L), al este con Horst aan de Maas (L) y al sur con Asten, Meijel (L), Sevenum (L) y Helden (L).

## Historia
Los primeros registros fueron como Durninum y corresponden a un registro en el cual Lord Frankish Herelaef se la sede al obispo Willibrord de Utrecht en 721.
Deurne se mantuvo como un conjunto de aldeas agrícolas al oeste del páramo de turba de la región de Peel hasta la mitad del siglo XIX, cuándo se construyó el nuevo ferrocarril (Eindhoven - Venlo en 1866) y un canal (Canal Zuid-Willemsvaart en 1826) habilitando así la explotación comercial del páramo. Si bien la industria de la turba no ofrecía muchos beneficios en plena era de carbón industrial, el trabajo de las tierras de cultivo especialmente durante la década de 1930, con los trabajos forzados, le dio un fuerte impulso a la agricultura y la ganadería. A comienzos del siglo XXI sólo quedan unas pocas de estas antiguas turberas, algunas reinundadas como pequeños humedales, repartidos a lo largo de la línea de la falla que las hizo existir.

Así que cuando la empresa anglo-holandesa Griendtsveen Peat Moss Litter Company Ltd extrajo la mayor parte de la turba en la región de Peel, los trabajadores se trasladaron a Thorne (Moorends) Yorkshire Del sur, Reino Unido, muchos de estos holandeses acabaron siendo trabajadores emigrantes.

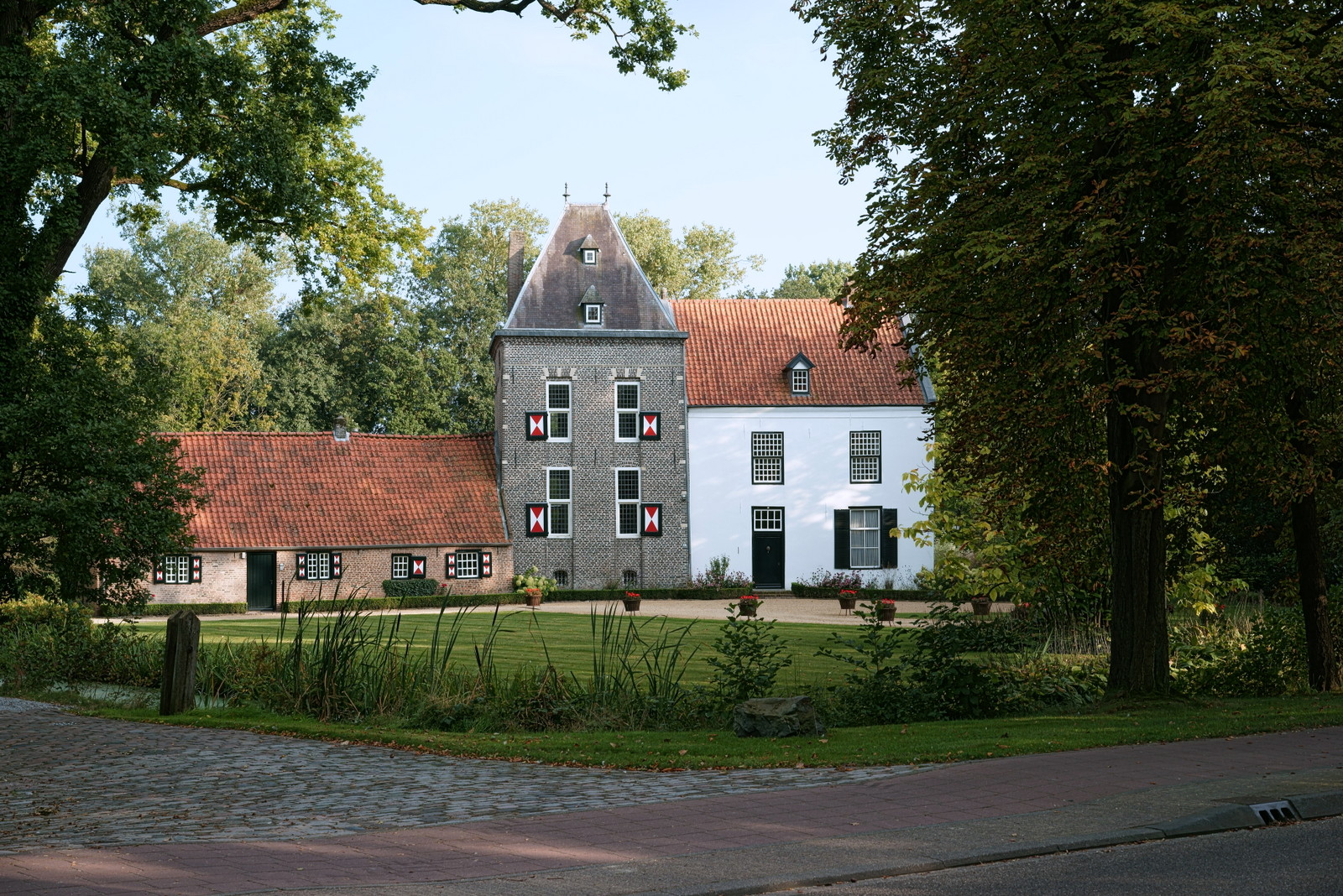
Pequeño castillo de Deurne, Países Bajos - Het Klein Kasteel Deurne Nederland
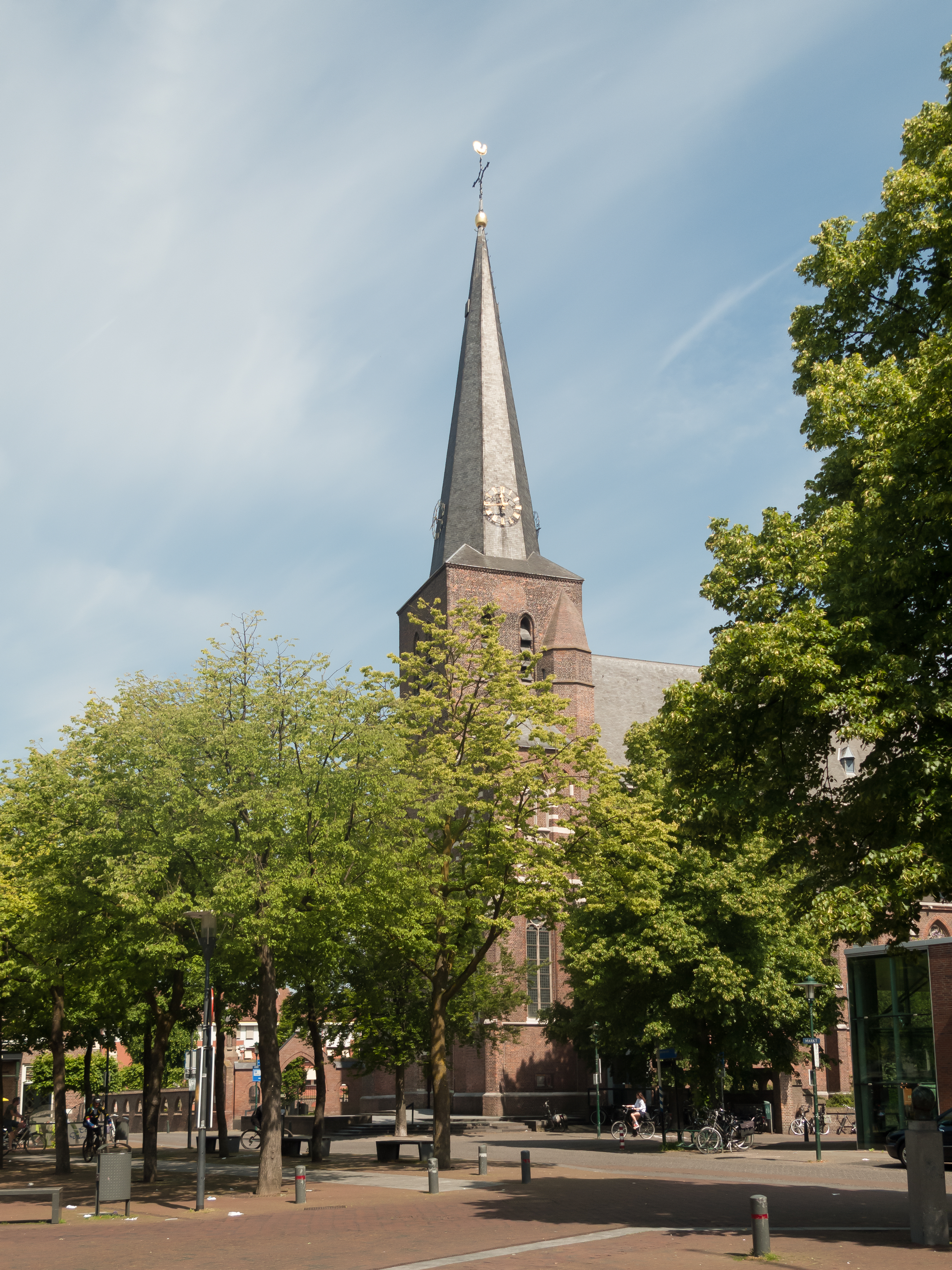
Deurne, iglesia de Sint Willibrorduskerk
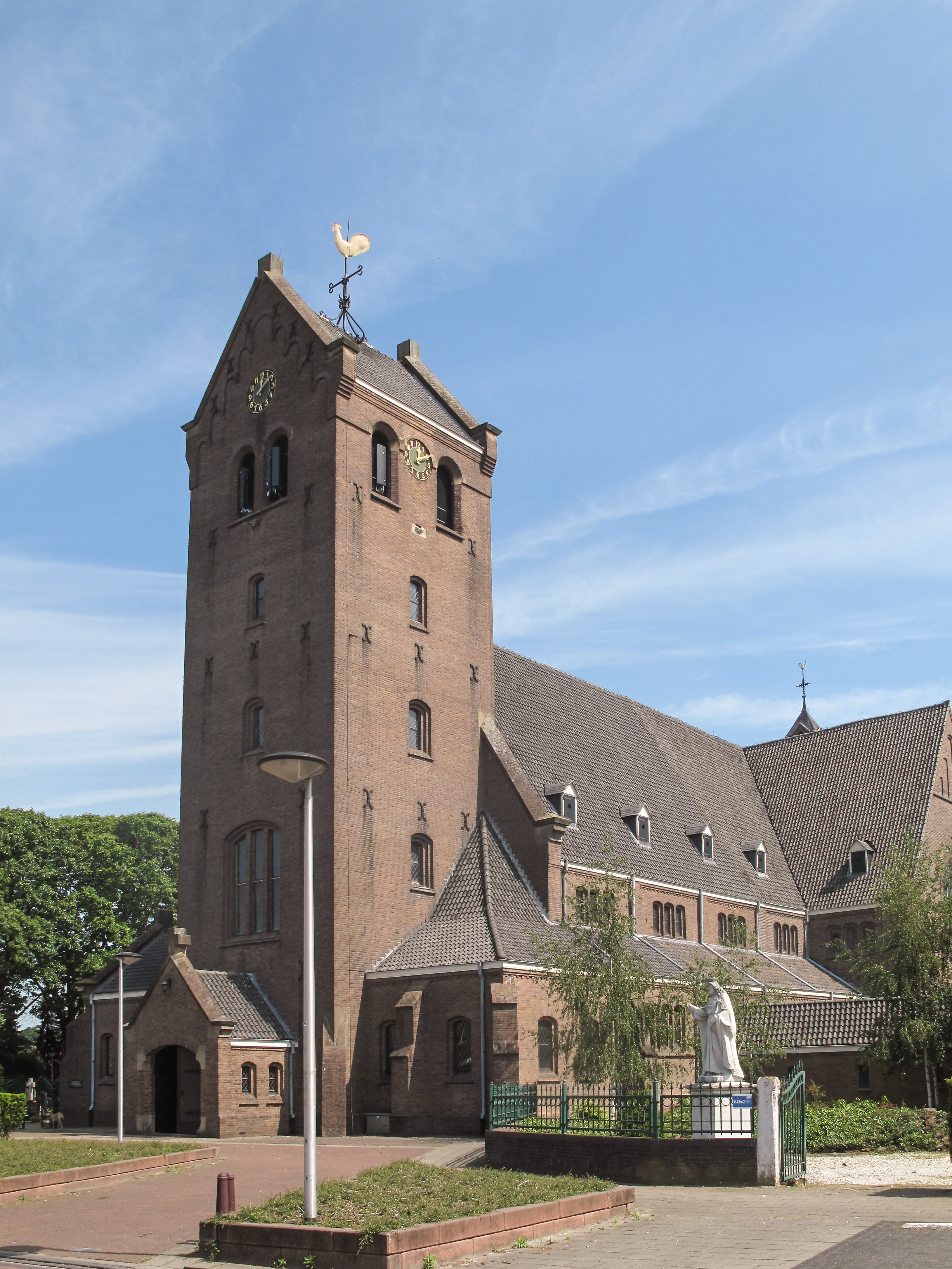
Deurne, iglesia: la Sint Jozefkerk
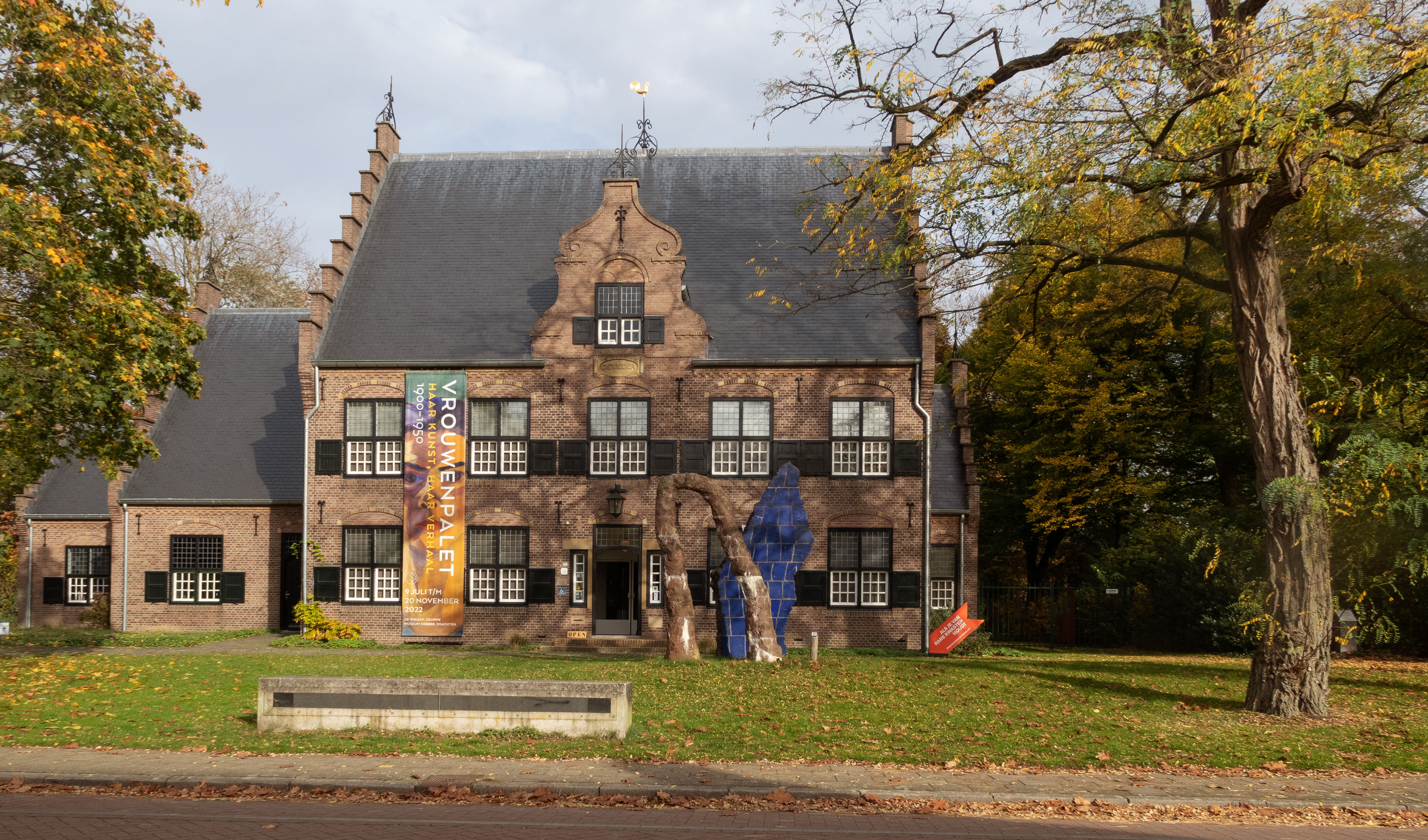
Casa residencial De Wieger (ahora museo)

## Centros de población
Deurne, Liessel, Vlierden, Neerkant y Helenaveen.